# Fremri-Skúti
Fremri-Skúti är en kulle i republiken Island. Den ligger i regionen Suðurland, 120 km öster om huvudstaden Reykjavík. Toppen på Fremri-Skúti är 568 meter över havet, eller 109 meter över den omgivande terrängen. Bredden vid basen är 3,7 km.
Trakten runt Fremri-Skúti är nära nog obefolkad, med mindre än två invånare per kvadratkilometer. Det finns inga samhällen i närheten. Trakten runt Fremri-Skúti består i huvudsak av gräsmarker.